# Гризоны
Гризо́ны, или гуроны (лат. Galictis) — род распространённых в Центральной и Южной Америке млекопитающих из семейства куньих (Mustelidae). В роде гризонов состоят два вида: гризон (Galictis vittata) и малый гризон (Galictis cuja).

## Внешние отличия
Гризоны бросаются в глаза своей контрастной окраской. Их мордочка, грудь, живот и лапы окрашены в чёрный цвет, а спина и бока, включая короткий хвост, у большого гризона серого цвета, у малого — желтовато-серого. Между обеими областями тянется белая полоска от лба до плеч. Как и большинство куньих, гризоны отличаются продолговатым туловищем и короткими конечностями, при этом малый гризон выглядит более коренастым. Большой гризон достигает длины от 48 до 55 см и веса от 1,4 до 3,3 кг. Длина малого гризона составляет от 28 до 51 см, а вес — от 1,0 до 2,5 кг. Хвост у обоих видов насчитывает в длину 15 см.

## Распространение
Гризоны обитают в Центральной и Южной Америке. Большой гризон распространён от Мексики до юго-восточной Бразилии, а малый гризон населяет центр и южную часть Южной Америки, от юга Перу до Аргентины. Оба виды непривередливы в выборе сферы обитания и встречаются как в тропических лесах, так и в других видах лесов, а также в открытой прерии. Малого гризона можно встретить и в горной местности.

## Поведение

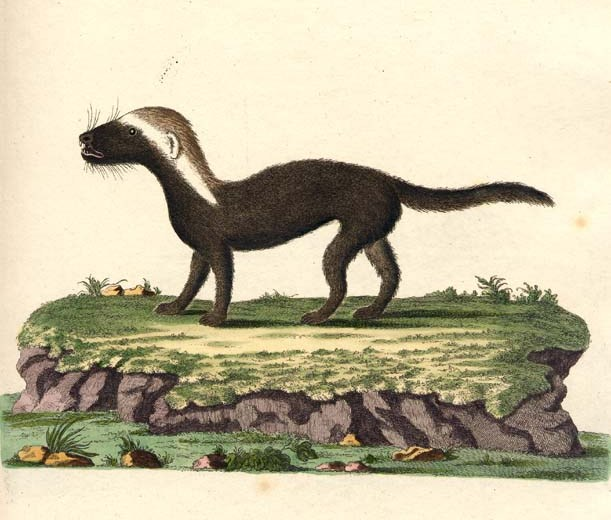
Гризон, рисунок 1780 года

Гризоны могут быть активны и в дневное и в ночное время, однако чаще всего выходят на охоту в сумерках. Для отдыха они уединяются под древесными корнями, в расщелинах скал, полых пнях или в покинутых строениях других животных, к примеру вискачей. Вероятно, они строят и собственные сооружения. Их движения быстрые, они встречаются как на земле, так и на деревьях, умеют хорошо лазать и плавать. В целом, их образ жизни соответствует образу жизни хорьков. Хотя они идут на охоту, как правило, в одиночку, иногда их можно встретить вдвоём или в небольших семейных группах.

## Питание
Гризоны всеядны и питаются главным образом мелкими млекопитающими. К их добыче относятся мыши, агути, шиншиллы и вискачи. Порой они едят птиц и их яйца, пресмыкающихся, беспозвоночных и фрукты.

## Размножение
О размножении гризонов известно не очень много. Беременность длится около 40 дней, а количество детёнышей составляет от двух до четырёх.

## Гризоны и люди
В Южной Америке гризоны кое-где приручены и используются для охоты на грызунов, что напоминает лесных хорьков. Оба вида относительно широко распространены и не относятся к угрожаемым видам.